# Lindgrenska trasskolan

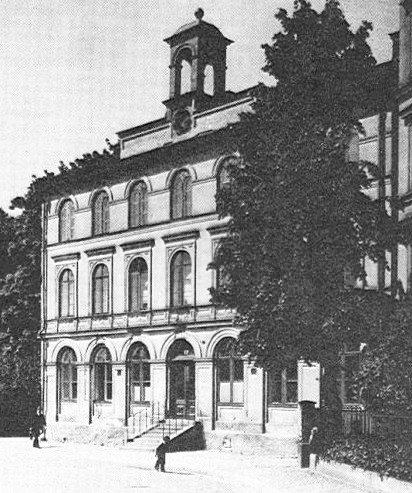
Lindgrenska trasskolan vid Bangårdsgatan 12

Lindgrenska trasskolan (av engelska ragged school "skola för trasiga barn", fattigskola) var benämning på en uppfostringsanstalt i Stockholm, som 1870 grundlades av folkskolläraren Johan Olof Lindgren (1842–1912) och hade till uppgift att uppfostra fattiga gossar om 8–12 år, vilka lämnats utan vård eller tilltalats för brott.
Till en början upprättades för några av dessa barn en friskola, som inrymdes i Wirwachs malmgård på Södermalm. Deras antal ökades med åren så, att det blev nödvändigt att 1876 inköpa fastigheten Bangårdsgatan 12 (tidigare Hotell Göteborg. Där förblev skolan intill 1910, då den upphörde. Barnen fick mat, kläder samt undervisning motsvarande folkskolan samt därjämte slöjd med rent praktiskt syfte således, att barnen tillverkade säljbara saker, såsom snickeri-, korgmakeri-, borstbinderi- m.fl. arbeten. Sommartiden vistades de i eget hem, beläget i skärgården och 1898 förvärvat åt anstalten, där de fick delta i allehanda praktiska göromål, såsom trädgårdsskötsel m.m. Barnen lämnade anstalten, sedan de blivit konfirmerade och platser anskaffats för dem.
Tack vare gåvor och från och med 1883 årliga anslag av Stockholms stad lyckades skolans grundläggare upprätthålla dess verksamhet. Men för att trygga dess framtida bestånd bildades 1896 Föreningen till upprätthållande af Lindgrenska trasskolan, och denna övertog ansvaret för dess förvaltning. Lindgren hade dessförinnan lämnat skolans ledning till folkskolläraren C.E. Hedqvist, som förblev dess föreståndare, till dess skolan upphörde på grund av förändrad organisation av barnavården i Stockholm. I början av 1900-talet började det riktas alltmer kritik mot skolan. År 1904 anklagade fattigvårdsnämndens revisorer skolan för att vara ett slutet uppfostringssystem med isolering från omvärlden och utan insyn från utomstående. Disciplinen hade stramats åt och man ägnade sig nu uteslutande åt borstbinderi, vilket inte ansågs främja barnens utveckling. Skolan liknade därigenom mer en borstfabrik än en uppfostringsanstalt. Staden övertog därför 1910 själv omsorgen om ett 30-tal barn, som vid den tiden var upptagna i Lindgrenska trasskolan, men anstaltens tillgångar överläts 1911 på Malmqvistska barnuppfostringsanstalten.